# Today Is the Day

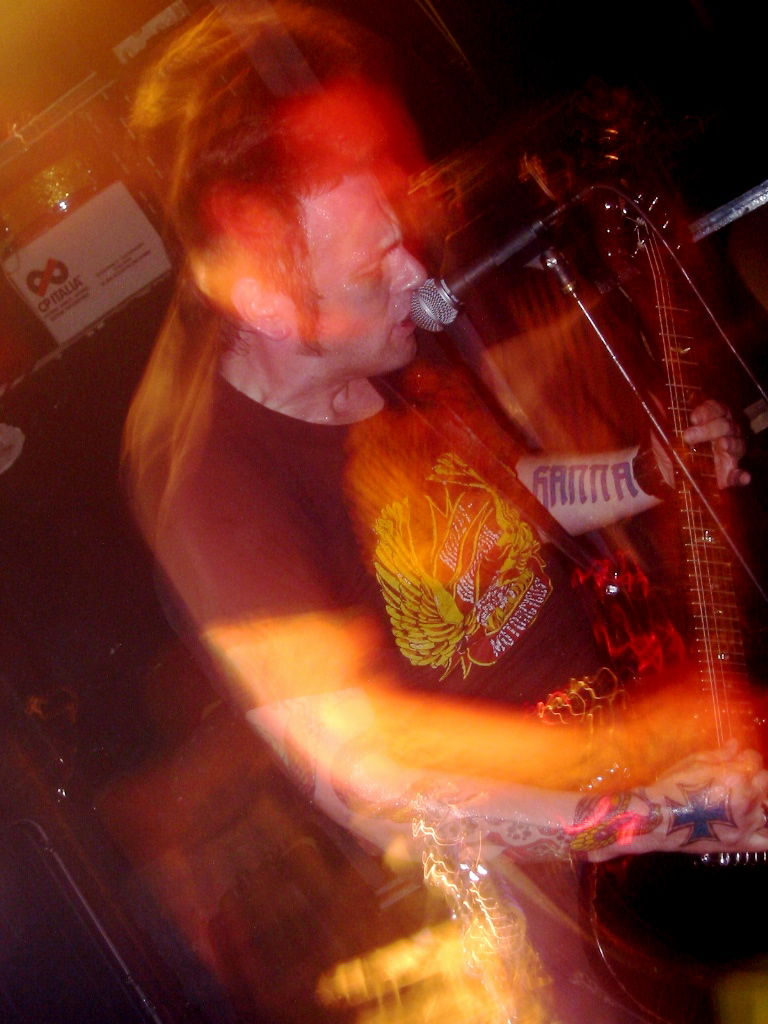
Steve Austin 2003 in Zagreb

Today Is the Day ist eine experimentelle Hardcore-/Metal-Band aus Nashville (Tennessee), die die heutige Hardcore- und Metalcore-Szene beeinflusste, etwa die Bands The Ocean und Zao.

## Geschichte

### Gründung und Amphetamine-Reptile-Phase bis 1996
Today Is the Day wurde im Jahr 1992 vom Gitarristen und Sänger Steve Austin und dem Schlagzeuger Brad Elrod gegründet. Ein Bassist wurde wenig später in Mike Herrell gefunden, und noch im gleichen Jahr erschien die Debüt-EP How to Win Friends and Influence People. Daraufhin wurde die Band von Amphetamine Reptile Records unter Vertrag genommen, wo im Jahr 1993 das Debüt-Album der Band – Supernova – fertiggestellt wurde. Die Nachfolge-Platte Willpower war das letzte Album mit dem Original-Bassisten Mike Herrell, der nach der Veröffentlichung die Band verließ und durch den Keyboarder Scott Wexton ersetzt wurde. Mit der neuen Besetzung wurde dann das nächste, selbstbetitelte Album aufgenommen, dessen Veröffentlichung gleichzeitig den Abschied vom AmRep sowie von dem Original-Schlagzeuger Brad Elrod (ersetzt durch Mike Hyde) und dem Keyboarder Scott Wexton (ersetzt durch Christopher Reeser am E-Bass) bedeutete (1996). Das nächste Album, Temple of the Morning Star kam über das damals schnell wachsende Relapse Records im Jahre 1997 heraus.

### Relapse-Records-Phase 1997 bis 2006
Nach der Veröffentlichung des Albums Temple of the Morning Star kam es wieder zu einem nahezu kompletten Besetzungswechsel, bei dem Brann Dailor (Schlagzeug) und Bill Kelliher (Bass) in der Band aufgenommen wurden. Mit dieser Besetzung wurde In the Eyes of God aufgenommen und im Jahre 1999 über Relapse veröffentlicht. Danach wurde ausgiebig getourt (unter anderem mit den Labelkollegen von Neurosis) und am neuen Material gearbeitet.
2002 erschien das Doppelalbum Sadness Will Prevail mit einer Gesamtlänge von über zwei Stunden. Dabei gab es erneut einen Besetzungswechsel. Neuer Bassist wurde Chris Debari und den Platz am Schlagzeug nahm Marshall Kilpatrick ein. Das Album gilt als schwerverdaulich, denn es besteht zu einem großen Teil aus den sehr stark verzerrten Gitarrenriffs, White Noise sowie diversen Audiosamples, entnommen aus verschiedenen Spielfilmen.
2004 erschien Kiss the Pig, das für viele als das schnellste und das hasserfüllteste Werk der Band gilt – die letzte Veröffentlichung auf Relapse Records. 2006 wurde der Vertrag mit dem Label gekündigt und die Band wechselte zu dem von Steve Austin frisch gegründeten Label SuperNova Records.

### SuperNova-Records-Phase 2006 bis 2010
Über das Label wurde das bislang letzte Album von Today Is the Day – Axis of Eden – veröffentlicht. Das Album wurde unter anderem von Derek Roddy (Hate Eternal) eingespielt, der den abgewanderten Mike Rosswog (Circle of Dead Children) am Schlagzeug ersetzte und kurz nach der Promo-Tour (2008) wieder ausstieg. Kurz darauf stieg auch der langjährige Bassist Chris Debari aus und wurde durch John Judkins ersetzt und als der neue Drummer wurde anschließend der Franzose Julien Granger (Four Question Marks) vorgestellt.

### Blackmarket Activities 2010 bis heute
Am 22. Juli 2010 wurde bekannt, dass die Band um Steve Austin einen Vertrag bei Blackmarket Activities, dem Indie-Label aus Massachusetts, unterschrieben hat. Das teilte das Label auf seiner Homepage mit. Die Veröffentlichung des neuen Albums mit dem Titel "Pain Is a Warning" ist für den 16. August 2011 geplant. Die Platte wird mit einem komplett erneuerten Line-Up eingespielt. Neu dabei sind: Curran Reynolds am Schlagzeug und Ryan Jones am Bass (beide spielen auch in Wetnurse).

## Diskografie

### Studioalben
- Supernova (1993), Amphetamine Reptile
- Willpower (1994), Amphetamine Reptile
- Today Is the Day (1996), Amphetamine Reptile
- Temple of the Morning Star (1997), Relapse
- In the Eyes of God (1999), Relapse
- Sadness Will Prevail (2002), Relapse
- Kiss the Pig (2004), Relapse
- Axis of Eden (2007), SuperNova Records
- Pain Is a Warning (2011), Blackmarket Activities

### Livealben
- Live Till You Die CD (2000), Relapse
- Blue Blood CD (2002), Rage of Achilles
- Willpower DVD (2007), SuperNova
- Today Is the Day Live DVD (2006), SuperNova
- Live in Japan DVD (2008), SuperNova
- Live at the Whiskey A Go-Go DVD (2008), SuperNova

### EPs und Singles
- How to Win Friends and Influence People EP (1992), Eigenveröffentlichung
- I Bent Scared 7″ EP (1993), Amphetamine Reptile
- In These Black Days Vol. 3 Split 7″ mit Coalesce (1997), Hydra Head Records
- Zodiac Dreaming Split-Mini-CD mit 16 (2001), Trash Art!
- Descent Split-CD mit Metatron (2001), Dark Reign

## Trivia
- Nach ihrem Ausstieg aus der Band zogen Bill Kelliher und Brann Dailor im Jahre 1999 nach Atlanta (Georgia) und gründeten dort zusammen mit Troy Sanders, Brent Hinds und Eric Saner die heute bekannte Band Mastodon.
- Um die Gründung seines eigenen Labels, SuperNova Records, zu finanzieren, verkaufte Steve Austin seine umfangreiche Schusswaffensammlung.[8]
- Der Band-Mastermind, Steve Austin, gilt in der Underground-Szene als ein erfolgreicher Produzent, der bereits mit solchen Bands wie Lamb of God, Converge, Anal Cunt und Unsane gearbeitet hat.[9]
- 2003 traten Today Is the Day auf dem Relapse Records Contamination Festival in Philadelphia neben solchen Bands wie Mastodon, High on Fire, Neurosis und The Dillinger Escape Plan auf. Ausschnitte aus diesem Auftritt sind auf der von Relapse Records veröffentlichten Festival Live-DVD zu sehen.